# 北星学園女子中学高等学校
北星学園女子中学高等学校（ほくせいがくえんじょしちゅうがくこうとうがっこう、英称:Hokusei Gakuen Girls' Junior & Senior High School）は、北海道札幌市中央区にあるプロテスタント系の私立中学・高等学校。

## 概要
1887年、アメリカのニューヨーク州出身の長老派の伝道師サラ・クララ・スミスによって創設されたスミス女学校を前身とする。（北海道で初めて女子教育を行った学校でもある。）
スミス女学校は、学校の運営母体である学校法人北星学園の前身であることから、北星学園女子中学高等学校は学園内では最も古い歴史と伝統を持つ由緒ある学校でもある。
本校は、日本女性の自立を願って開校され、英語教育やキリスト教的な心の教育にも力を入れている。
部活動も盛んであり、演劇部は1976年の第22回全国高等学校演劇大会にて最優秀・創作脚本・舞台美術の大会史上唯一の三冠を記録、新体操部は全国大会の常連として知られる。
「札幌市の木」となっているライラックは、サラ・クララ・スミスがアメリカの自宅から札幌に持ち込み繁殖したものであり、当時のスミス女学校と北海道大学植物園にそれぞれ植樹がなされたのが始まりである。
スミス女学校に植樹されたものは戦時中に敵国の木として伐採されてしまったが、北海道大学植物園では現在でも一番古い株として当時からの歴史を引き継ぐライラックを見ることができる。

## 沿革
- 1887年 - 伝道師サラ・クララ・スミスにより、スミス女学校として開校
- 1894年 - 新渡戸稲造の進言により、「北星女学校」と改称
- 1947年 -  学制改革により北星学園中等部・高等部となる
- 1949年 - 北星学園中学校・高等学校に改称
- 1962年 - 「北星学園女子中学高等学校」と改称
- 2004年 - 中高6年間一貫教育スタート

## 制服
制服は1933年に制定され、デザインは当時と基本的に変わっていない。上下紺のセーラー服に黒のスカーフを合わせ、スカーフの丁度結んだ所に星形の校章を付ける。また、襟には、一本の白いラインが入っており、両端に星の刺繍を施している。
この星型の校章は、「暗い世にあって星のように輝きなさい」という、聖書の言葉から取られたものだという。
渡辺麻友（AKB48）が全国の制服を着用した姿を掲載した写真集「渡辺麻友 制服図鑑 最後の制服」（2013年4月19日、ISBN 978-4087806779）を発売するにあたり、日本全国から可愛い制服写真を集英社が募集したところ、本校の制服が採用され、写真集に含まれることとなった。
体育時の服装は1980年代初めまで襟付きの半袖体操服にブルマーの着用を義務付けされていた。

## 部活動
- 体育系
  - バスケットボール部
  - バドミントン部
  - チアダンス部
  - 新体操部
  - サッカー部
  - バレーボール部
  - 硬式テニス部
  - 吹奏楽部
  - 演劇部
  - 美術部
  - 英語部(中学のみ)
  - 弓道部(高校のみ)
  - 茶道部(高校のみ)
  - 書道部(高校のみ)
  - ダンス部(高校のみ)
  - ワンダーフォーゲル部(高校のみ)
  - 卓球部(高校のみ)
- 文化系
  - 放送局
  - 図書局(高校のみ)
  - 軽音楽部(高校のみ)
  - 競技かるた部(高校のみ)
  - ESS部(高校のみ)
  - 手芸同好会(高校のみ)
  - YMCA(高校のみ)
  - ハンドベルクワイア
  - 聖歌隊
  - ライラック隊

## 著名な出身者

### 学術・教育
- 河井道　スミス女学校1期生、学校法人恵泉女学園（東京都）創立者
- 大塚栄子　薬学者、北海道大学名誉教授
- 長島剛子　声楽家、国立音楽大学准教授
- 浅井洋子　ファッションデザイナー、教育者

### 文化
- 阿部みどり女　俳人 、中退
- 三浦香　脚本家・演出家・女優
- ニシオカ・ト・ニール　脚本家・演出家
- そら　イラストレーター
- 大和和紀　漫画家
- 尾畑真知子　声楽家
- 安藤赴美子　声楽家
- 友田優子・弘子　バレエダンサー、元東京バレエ団ソリスト
- 竹島由美子　バレエダンサー、コスチュームデザイナー、中学校卒業（高等学校1年次に韓国のバレエ団に入団）
- 石切山祥子　スタイリスト

### 芸能・ポピュラー音楽
- 江頭ひなた　タレント
- 沖本富美代・美智代　元女優、元歌手 、3年時に堀越高等学校に転校
- 白木美貴子　女優
- 杉浦加奈　ファッションモデル
- 篠路圭子　演歌歌手
- 斉藤光子　元ミュージシャン（元GO-BANG'S）
- 森下恵理　シンガーソングライター、元アイドル、中学校卒業

### マスコミ
- 石田久美子　元札幌テレビ放送アナウンサー
- 石山愛子　フリーアナウンサー
- 佐々木律　元札幌テレビ放送アナウンサー
- 森理恵　元北海道放送アナウンサー

### スポーツ
- 大塚有理子　プロゴルファー
- 加藤由美子　元リュージュ選手、カルガリーオリンピック代表
- 山本里佳　元新体操選手、AGU新体操技術副委員長